# Coppa del Mondo di biathlon 2006
La Coppa del Mondo di biathlon 2006 fu la ventinovesima edizione della manifestazione organizzata dall'Unione Internazionale Biathlon; ebbe inizio il 26 novembre 2005 a Östersund, in Svezia, e si concluse il 26 marzo 2006 a Oslo Holmenkollen, in Norvegia. Nel corso della stagione si tennero a Torino i XX Giochi olimpici invernali, validi anche ai fini della Coppa del Mondo, il cui calendario non contemplò dunque interruzioni.
In campo maschile furono disputate 26 gare individuali e 5 a squadre, in 10 diverse località. Il norvegese Ole Einar Bjørndalen si aggiudicò sia la coppa di cristallo, il trofeo assegnato al vincitore della classifica generale, sia le Coppe di inseguimento e di partenza in linea; il polacco Tomasz Sikora vinse la Coppa di sprint,  il tedesco Michael Greis quella di individuale. Bjørndalen era il detentore uscente della Coppa generale.
In campo femminile furono disputate 26 gare individuali e 5 a squadre, in 10 diverse località. La tedesca Kati Wilhelm si aggiudicò sia la coppa di cristallo, sia le Coppe di sprint e di inseguimento; la sua connazionale Martina Glagow vinse la Coppa di partenza in linea, la russa Svetlana Išmuratova quella di individuale. Sandrine Bailly era la detentrice uscente della Coppa generale.

## Uomini

### Risultati
| Data                         | Località                  | Nazione    | Spec. | Primo                                                                      | Secondo                                                                   | Terzo                                                                      |
| ---------------------------- | ------------------------- | ---------- | ----- | -------------------------------------------------------------------------- | ------------------------------------------------------------------------- | -------------------------------------------------------------------------- |
| 26 novembre 2005             | Östersund                 | Svezia     | SP    | Stian Eckhoff                                                              | Raphaël Poirée                                                            | Ilmārs Bricis                                                              |
| 27 novembre 2005             | Östersund                 | Svezia     | PU    | Ole Einar Bjørndalen                                                       | Vincent Defrasne                                                          | Ivan Čerezov                                                               |
| 29 novembre 2005             | Östersund                 | Svezia     | RL    | Norvegia Stian Eckhoff Egil Gjelland Halvard Hanevold Ole Einar Bjørndalen | Russia Filipp Šul'man Ivan Čerezov Pavel Rostovcev Nikolaj Kruglov        | Francia Julien Robert Raphaël Poirée Alexandre Aubert Vincent Defrasne     |
| 8 dicembre 2005              | Hochfilzen                | Austria    | IN    | Raphaël Poirée                                                             | Ole Einar Bjørndalen                                                      | Michael Greis                                                              |
| 10 dicembre 2005             | Hochfilzen                | Austria    | SP    | Frode Andresen                                                             | Lars Berger                                                               | Sven Fischer                                                               |
| 11 dicembre 2005             | Hochfilzen                | Austria    | RL    | Germania Ricco Groß Alexander Wolf Sven Fischer Michael Greis              | Russia Ivan Čerezov Nikolaj Kruglov Pavel Rostovcev Sergej Čepikov        | Francia Julien Robert Vincent Defrasne Ferréol Cannard Raphaël Poirée      |
| 15 dicembre 2005             | Osrblie                   | Slovacchia | IN    | Sven Fischer                                                               | Maksim Čudov                                                              | Michael Rösch                                                              |
| 16 dicembre 2005             | Osrblie                   | Slovacchia | SP    | Alexander Wolf                                                             | Michael Rösch                                                             | Sven Fischer                                                               |
| 18 dicembre 2005             | Osrblie                   | Slovacchia | PU    | Sven Fischer                                                               | Alexander Wolf                                                            | Michael Rösch                                                              |
| 4 gennaio 2006               | Oberhof                   | Germania   | RL    | Germania Ricco Groß Alexander Wolf Sven Fischer Michael Greis              | Russia Sergej Rožkov Pavel Rostovcev Ivan Čerezov Nikolaj Kruglov         | Bielorussia Aljaksej Ajdaraŭ Sjarhej Novikaŭ Vladimir Dračëv Aleh Ryžankoŭ |
| 7 gennaio 2006               | Oberhof                   | Germania   | SP    | Vincent Defrasne                                                           | Alexander Wolf                                                            | Maksim Čudov                                                               |
| 8 gennaio 2006               | Oberhof                   | Germania   | MS    | Halvard Hanevold                                                           | Sven Fischer                                                              | Raphaël Poirée                                                             |
| 12 gennaio 2006              | Ruhpolding                | Germania   | RL    | Germania Michael Rösch Alexander Wolf Sven Fischer Michael Greis           | Austria Daniel Mesotitsch Wolfgang Perner Ludwig Gredler Christoph Sumann | Norvegia Halvard Hanevold Emil Hegle Svendsen Frode Andresen Stian Eckhoff |
| 14 gennaio 2006              | Ruhpolding                | Germania   | SP    | Frode Andresen                                                             | Michael Rösch                                                             | Michael Greis                                                              |
| 15 gennaio 2006              | Ruhpolding                | Germania   | PU    | Michael Rösch                                                              | Raphaël Poirée                                                            | Sergej Čepikov                                                             |
| 19 gennaio 2006              | Anterselva                | Italia     | SP    | Frode Andresen                                                             | Michael Rösch                                                             | Maksim Čudov                                                               |
| 20 gennaio 2006              | Anterselva                | Italia     | PU    | Ricco Groß                                                                 | Halvard Hanevold                                                          | Frode Andresen                                                             |
| 22 gennaio 2006              | Anterselva                | Italia     | MS    | Ole Einar Bjørndalen                                                       | Raphaël Poirée                                                            | Frode Andresen                                                             |
| XX Giochi olimpici invernali |                           |            |       |                                                                            |                                                                           |                                                                            |
| 11 febbraio 2006             | Torino Cesana San Sicario | Italia     | IN    | Michael Greis                                                              | Ole Einar Bjørndalen                                                      | Halvard Hanevold                                                           |
| 14 febbraio 2006             | Torino Cesana San Sicario | Italia     | SP    | Sven Fischer                                                               | Halvard Hanevold                                                          | Frode Andresen                                                             |
| 18 febbraio 2006             | Torino Cesana San Sicario | Italia     | PU    | Vincent Defrasne                                                           | Ole Einar Bjørndalen                                                      | Sven Fischer                                                               |
| 21 febbraio 2006             | Torino Cesana San Sicario | Italia     | RL    | Germania Ricco Groß Michael Rösch Sven Fischer Michael Greis               | Russia Ivan Čerezov Sergej Čepikov Pavel Rostovcev Nikolaj Kruglov        | Francia Julien Robert Vincent Defrasne Ferréol Cannard Raphaël Poirée      |
| 25 febbraio 2006             | Torino Cesana San Sicario | Italia     | MS    | Michael Greis                                                              | Tomasz Sikora                                                             | Ole Einar Bjørndalen                                                       |
| 8 marzo 2006                 | Pokljuka                  | Slovenia   | SP    | Ole Einar Bjørndalen                                                       | Raphaël Poirée                                                            | Carl Johan Bergman                                                         |
| 11 marzo 2006                | Pokljuka                  | Slovenia   | PU    | Ole Einar Bjørndalen                                                       | Raphaël Poirée                                                            | Carl Johan Bergman                                                         |
| 16 marzo 2006                | Kontiolahti               | Finlandia  | SP    | Carl Johan Bergman                                                         | Tomasz Sikora                                                             | Sven Fischer                                                               |
| 18 marzo 2006                | Kontiolahti               | Finlandia  | PU    | Ole Einar Bjørndalen                                                       | Raphaël Poirée                                                            | Lars Berger                                                                |
| 19 marzo 2006                | Kontiolahti               | Finlandia  | MS    | Tomasz Sikora                                                              | Raphaël Poirée                                                            | Ole Einar Bjørndalen                                                       |
| 23 marzo 2006                | Oslo Holmenkollen         | Norvegia   | SP    | Ole Einar Bjørndalen                                                       | Ilmārs Bricis                                                             | Mattias Nilsson                                                            |
| 25 marzo 2006                | Oslo Holmenkollen         | Norvegia   | PU    | Ole Einar Bjørndalen                                                       | Tomasz Sikora                                                             | Ricco Groß                                                                 |
| 26 marzo 2006                | Oslo Holmenkollen         | Norvegia   | MS    | Ole Einar Bjørndalen                                                       | Roman Dostál                                                              | Sergej Rožkov                                                              |

Legenda:

IN = individuale

SP = sprint

PU = inseguimento

MS = partenza in linea

RL = staffetta

### Classifiche

#### Generale
| Pos. | Nome                 | Nazione  | Punti |
| ---- | -------------------- | -------- | ----- |
| 1    | Ole Einar Bjørndalen | Norvegia | 812   |
| 2    | Raphaël Poirée       | Francia  | 693   |
| 3    | Sven Fischer         | Germania | 674   |
| 4    | Tomasz Sikora        | Polonia  | 605   |
| 5    | Michael Rösch        | Germania | 573   |
| 6    | Vincent Defrasne     | Francia  | 553   |
| 7    | Halvard Hanevold     | Norvegia | 548   |
| 8    | Ricco Groß           | Germania | 517   |
| 9    | Frode Andresen       | Norvegia | 510   |
| 10   | Michael Greis        | Germania | 470   |

#### Sprint
| Pos. | Nome                 | Nazione  | Punti |
| ---- | -------------------- | -------- | ----- |
| 1    | Tomasz Sikora        | Polonia  | 256   |
| 2    | Ole Einar Bjørndalen | Norvegia | 251   |
| 3    | Raphaël Poirée       | Francia  | 243   |
| 4    | Sven Fischer         | Germania | 232   |
| 5    | Vincent Defrasne     | Francia  | 227   |

#### Inseguimento
| Pos. | Nome                 | Nazione  | Punti |
| ---- | -------------------- | -------- | ----- |
| 1    | Ole Einar Bjørndalen | Norvegia | 283   |
| 2    | Sven Fischer         | Germania | 229   |
| 3    | Raphaël Poirée       | Francia  | 200   |
| 4    | Vincent Defrasne     | Francia  | 198   |
| 5    | Michael Rösch        | Germania | 195   |

#### Partenza in linea
| Pos. | Nome                 | Nazione  | Punti |
| ---- | -------------------- | -------- | ----- |
| 1    | Ole Einar Bjørndalen | Norvegia | 186   |
| 2    | Raphaël Poirée       | Francia  | 157   |
| 3    | Tomasz Sikora        | Polonia  | 140   |
| 4    | Sven Fischer         | Germania | 124   |
| 5    | Maksim Čudov         | Russia   | 120   |

#### Individuale
| Pos. | Nome                 | Nazione  | Punti |
| ---- | -------------------- | -------- | ----- |
| 1    | Michael Greis        | Germania | 133   |
| 2    | Ole Einar Bjørndalen | Norvegia | 92    |
| 3    | Raphaël Poirée       | Francia  | 83    |
| 4    | Sven Fischer         | Germania | 77    |
| 5    | Halvard Hanevold     | Norvegia | 77    |

#### Staffetta
| Pos. | Nazione     | Punti |
| ---- | ----------- | ----- |
| 1    | Germania    | 200   |
| 2    | Russia      | 184   |
| 3    | Francia     | 169   |
| 4    | Norvegia    | 164   |
| 5    | Bielorussia | 147   |

#### Nazioni
| Pos. | Nazione  | Punti |
| ---- | -------- | ----- |
| 1    | Germania | 5843  |
| 2    | Norvegia | 5531  |
| 3    | Russia   | 5462  |
| 4    | Francia  | 5067  |
| 5    | Austria  | 4668  |

## Donne

### Risultati
| Data                         | Località                  | Nazione    | Spec. | Prima                                                                                      | Seconda                                                                          | Terza                                                                              |
| ---------------------------- | ------------------------- | ---------- | ----- | ------------------------------------------------------------------------------------------ | -------------------------------------------------------------------------------- | ---------------------------------------------------------------------------------- |
| 26 novembre 2005             | Östersund                 | Svezia     | SP    | Uschi Disl                                                                                 | Tadeja Brankovič                                                                 | Katrin Apel                                                                        |
| 27 novembre 2005             | Östersund                 | Svezia     | PU    | Ol'ga Zajceva                                                                              | Kati Wilhelm                                                                     | Andrea Henkel                                                                      |
| 29 novembre 2005             | Östersund                 | Svezia     | RL    | Norvegia Liv Grete Poirée Gro Marit Istad Kristiansen Gunn Margit Andreassen Linda Tjørhom | Francia Delphyne Peretto Christelle Gros Florence Baverel-Robert Sandrine Bailly | Russia Ol'ga Pylëva Svetlana Išmuratova Natal'ja Guseva Anna Bogalij-Titovec       |
| 7 dicembre 2005              | Hochfilzen                | Austria    | IN    | Anna Carin Olofsson                                                                        | Ol'ga Zajceva                                                                    | Natal'ja Guseva                                                                    |
| 9 dicembre 2005              | Hochfilzen                | Austria    | SP    | Kati Wilhelm                                                                               | Svetlana Išmuratova                                                              | Uschi Disl                                                                         |
| 10 dicembre 2005             | Hochfilzen                | Austria    | RL    | Norvegia Liv Grete Poirée Gro Marit Istad Kristiansen Gunn Margit Andreassen Linda Tjørhom | Russia Ol'ga Pylëva Svetlana Išmuratova Al'bina Achatova Ol'ga Zajceva           | Germania Martina Glagow Simone Hauswald Katrin Apel Kati Wilhelm                   |
| 15 dicembre 2005             | Osrblie                   | Slovacchia | IN    | Svetlana Išmuratova                                                                        | Al'bina Achatova                                                                 | Florence Baverel-Robert                                                            |
| 17 dicembre 2005             | Osrblie                   | Slovacchia | SP    | Anna Carin Olofsson                                                                        | Kati Wilhelm                                                                     | Lilija Efremova                                                                    |
| 18 dicembre 2005             | Osrblie                   | Slovacchia | PU    | Anna Carin Olofsson                                                                        | Kati Wilhelm                                                                     | Uschi Disl                                                                         |
| 5 gennaio 2006               | Oberhof                   | Germania   | RL    | Francia Delphyne Peretto Florence Baverel-Robert Sylvie Becaert Sandrine Bailly            | Germania Uschi Disl Andrea Henkel Katrin Apel Kati Wilhelm                       | Bielorussia Ekaterina Vinogradova Vol'ha Nazarava Ljudmila Anan'ka Alena Zubrylava |
| 7 gennaio 2006               | Oberhof                   | Germania   | SP    | Kati Wilhelm                                                                               | Anna Carin Olofsson                                                              | Linda Tjørhom                                                                      |
| 8 gennaio 2006               | Oberhof                   | Germania   | MS    | Martina Glagow                                                                             | Ol'ga Pylëva                                                                     | Katrin Apel                                                                        |
| 11 gennaio 2006              | Ruhpolding                | Germania   | RL    | Russia Anna Bogalij-Titovec Svetlana Išmuratova Al'bina Achatova Ol'ga Zajceva             | Germania Martina Glagow Andrea Henkel Katrin Apel Simone Hauswald                | Slovenia Teja Gregorin Andreja Mali Andreja Koblar Tadeja Brankovič                |
| 13 gennaio 2006              | Ruhpolding                | Germania   | SP    | Sandrine Bailly                                                                            | Kati Wilhelm                                                                     | Svetlana Išmuratova                                                                |
| 15 gennaio 2006              | Ruhpolding                | Germania   | PU    | Liv Grete Poirée                                                                           | Kati Wilhelm                                                                     | Al'bina Achatova                                                                   |
| 19 gennaio 2006              | Anterselva                | Italia     | SP    | Kati Wilhelm                                                                               | Sandrine Bailly                                                                  | Al'bina Achatova                                                                   |
| 21 gennaio 2006              | Anterselva                | Italia     | PU    | Kati Wilhelm                                                                               | Sandrine Bailly                                                                  | Al'bina Achatova                                                                   |
| 22 gennaio 2006              | Anterselva                | Italia     | MS    | Martina Glagow                                                                             | Andrea Henkel                                                                    | Uschi Disl                                                                         |
| XX Giochi olimpici invernali |                           |            |       |                                                                                            |                                                                                  |                                                                                    |
| 13 febbraio 2006             | Torino Cesana San Sicario | Italia     | IN    | Svetlana Išmuratova                                                                        | Martina Glagow                                                                   | Al'bina Achatova                                                                   |
| 16 febbraio 2006             | Torino Cesana San Sicario | Italia     | SP    | Florence Baverel-Robert                                                                    | Anna Carin Olofsson                                                              | Lilija Efremova                                                                    |
| 18 febbraio 2006             | Torino Cesana San Sicario | Italia     | PU    | Kati Wilhelm                                                                               | Martina Glagow                                                                   | Al'bina Achatova                                                                   |
| 23 febbraio 2006             | Torino Cesana San Sicario | Italia     | RL    | Russia Anna Bogalij-Titovec Svetlana Išmuratova Ol'ga Zajceva Al'bina Achatova             | Germania Martina Glagow Andrea Henkel Katrin Apel Kati Wilhelm                   | Francia Delphyne Peretto Florence Baverel-Robert Sylvie Becaert Sandrine Bailly    |
| 25 febbraio 2006             | Torino Cesana San Sicario | Italia     | MS    | Anna Carin Olofsson                                                                        | Kati Wilhelm                                                                     | Uschi Disl                                                                         |
| 9 marzo 2006                 | Pokljuka                  | Slovenia   | SP    | Linda Tjørhom                                                                              | Sandrine Bailly                                                                  | Florence Baverel-Robert                                                            |
| 11 marzo 2006                | Pokljuka                  | Slovenia   | PU    | Sandrine Bailly                                                                            | Kati Wilhelm                                                                     | Katrin Apel                                                                        |
| 16 marzo 2006                | Kontiolahti               | Finlandia  | SP    | Anna Carin Olofsson                                                                        | Alena Zubrylava                                                                  | Tadeja Brankovič                                                                   |
| 18 marzo 2006                | Kontiolahti               | Finlandia  | PU    | Anna Carin Olofsson                                                                        | Kati Wilhelm                                                                     | Alena Zubrylava                                                                    |
| 19 marzo 2006                | Kontiolahti               | Finlandia  | MS    | Alena Zubrylava                                                                            | Kati Wilhelm                                                                     | Tadeja Brankovič                                                                   |
| 23 marzo 2006                | Oslo Holmenkollen         | Norvegia   | SP    | Martina Glagow                                                                             | Michela Ponza                                                                    | Ekaterina Vinogradova                                                              |
| 25 marzo 2006                | Oslo Holmenkollen         | Norvegia   | PU    | Kati Wilhelm                                                                               | Anna Bogalij-Titovec                                                             | Anna Carin Olofsson                                                                |
| 26 marzo 2006                | Oslo Holmenkollen         | Norvegia   | MS    | Linda Tjørhom                                                                              | Sandrine Bailly                                                                  | Vol'ha Nazarava                                                                    |

Legenda:

IN = individuale

SP = sprint

PU = inseguimento

MS = partenza in linea

RL = staffetta

### Classifiche

#### Generale
| Pos. | Nome                    | Nazione     | Punti |
| ---- | ----------------------- | ----------- | ----- |
| 1    | Kati Wilhelm            | Germania    | 969   |
| 2    | Anna Carin Olofsson     | Svezia      | 818   |
| 3    | Martina Glagow          | Germania    | 694   |
| 4    | Sandrine Bailly         | Francia     | 674   |
| 5    | Uschi Disl              | Germania    | 580   |
| 6    | Svetlana Išmuratova     | Russia      | 568   |
| 7    | Andrea Henkel           | Germania    | 531   |
| 8    | Katrin Apel             | Germania    | 505   |
| 9    | Alena Zubrylava         | Bielorussia | 491   |
| 10   | Florence Baverel-Robert | Francia     | 476   |

#### Sprint
| Pos. | Nome                | Nazione  | Punti |
| ---- | ------------------- | -------- | ----- |
| 1    | Kati Wilhelm        | Germania | 368   |
| 2    | Anna Carin Olofsson | Svezia   | 333   |
| 3    | Svetlana Išmuratova | Russia   | 244   |
| 4    | Sandrine Bailly     | Francia  | 242   |
| 5    | Martina Glagow      | Germania | 220   |

#### Inseguimento
| Pos. | Nome                | Nazione  | Punti |
| ---- | ------------------- | -------- | ----- |
| 1    | Kati Wilhelm        | Germania | 334   |
| 2    | Anna Carin Olofsson | Svezia   | 254   |
| 3    | Sandrine Bailly     | Francia  | 221   |
| 4    | Martina Glagow      | Germania | 209   |
| 5    | Katrin Apel         | Germania | 195   |

#### Partenza in linea
| Pos. | Nome                | Nazione  | Punti |
| ---- | ------------------- | -------- | ----- |
| 1    | Martina Glagow      | Germania | 170   |
| 2    | Kati Wilhelm        | Germania | 169   |
| 3    | Linda Tjørhom       | Norvegia | 142   |
| 4    | Uschi Disl          | Germania | 141   |
| 5    | Anna Carin Olofsson | Svezia   | 135   |

#### Individuale
| Pos. | Nome                | Nazione  | Punti |
| ---- | ------------------- | -------- | ----- |
| 1    | Svetlana Išmuratova | Russia   | 100   |
| 2    | Al'bina Achatova    | Russia   | 99    |
| 3    | Anna Carin Olofsson | Svezia   | 96    |
| 4    | Martina Glagow      | Germania | 80    |
| 5    | Sandrine Bailly     | Francia  | 74    |

#### Staffetta
| Pos. | Nazione  | Punti |
| ---- | -------- | ----- |
| 1    | Russia   | 189   |
| 2    | Germania | 181   |
| 3    | Francia  | 179   |
| 4    | Norvegia | 171   |
| 5    | Slovenia | 157   |

#### Nazioni
| Pos. | Nazione     | Punti |
| ---- | ----------- | ----- |
| 1    | Germania    | 5758  |
| 2    | Russia      | 5631  |
| 3    | Francia     | 5242  |
| 4    | Norvegia    | 5082  |
| 5    | Bielorussia | 4942  |